# Brongniartia suberea
Brongniartia suberea är en ärtväxtart som beskrevs av Joseph Nelson Rose. Brongniartia suberea ingår i släktet Brongniartia och familjen ärtväxter. Inga underarter finns listade i Catalogue of Life.